# Sipsey, Alabama
Sipsey là một thị trấn thuộc quận Walker, tiểu bang Alabama, Hoa Kỳ. Dân số năm 2009 là 546 người, mật độ đạt 440 người/km².